# 이호건
이호건(1996년 12월 8일 ~ )은 대한민국의 배구 선수이자,현재 대전 삼성화재 블루팡스 소속이다.

## 대학시절
대학시절 신입생때부터 대학배구 최강팀인 인하대학교의 전성기를 이끈 세터이다. 1학년시절에는 팀의 4관왕을 이끌기도 하였다.

## 수원 한국전력 빅스톰시절
2017-2018시즌 신인드래프트에서 얼리드래프티로 참가하여 전체 5순위로 수원 한국전력 빅스톰에 지명되었다. 애초에는 백업세터로 시작할 예정이었지만, 주전 세터들이 부상과 부진을 겪자 김철수 감독은 이호건을 주전세터로 기용하였다. 주전 세터로 발돋움하면서 재능을 꽃피우고 있다. 2017-2018시즌 신인왕을 수상하였다.

## 대전 삼성화재 블루팡스시절
박철우 선수가 수원 한국전력 빅스톰으로 이적하면서, 박철우 보상선수로 삼성화재로 이적하게 되었다.

## 서울 우리카드 위비시절
그런데 2020년 4월 29일 3:4 트레이드로 유니폼이 한번 더 바뀌게 되어 황경민, 노재욱, 김시훈, 김광국 3:4 트레이드로 류윤식, 송희채와 함께 우리카드로 이적하게 되었다.

## 학력
- 연현중학교
- 영생고등학교
- 인하대학교

## 수상경력
- 2017-2018시즌 한국프로배구 신인상
- 2017 전국대학배구 제천대회(1차) 세터상
- 2017 전국대학배구 해남대회(2차) 세터상
- 2016 전국대학배구 해남대회(1차) 세터상
- 2015 전국대학배구 남해대회(1차) 세터상
- 2015 전국대학배구리그 챔피언결정전 세터상